# Konrád Ignác
Konrád Ignác (Németújfalu, 1894. január 31. – Párizs, 1969. február 23.) festő- és szobrászművész, "a lovak festője".

## Élete
Korai, ösztönös kísérletei után a helybéli gyógyszerészné segítségével talált először művelt patrónusra Kapun Ede számtartó személyében, aki másolási stúdiumokkal, természet utáni rajzolással alapozta meg a gyermek művészeti ismereteit. Ö ajánlotta be a 12 éves fiút Muszély Ágostonnak a szigetvári polgári rajztanárának. Első komoly tanulási időszaka két évig tartott a kiváló pedagógus-mester mellett, melynek öröksége, a természet és az érzelmek, mint kiindulópont, a precíz rajz, mint alapkövetelmény egész alkotói pályáját meghatározta.
1909-ben Konrád Ignác Budapesten, az Iparművészeti Iskolában folytatta tanulmányait, Groh István, Pap Henrik majd Simay Imre tanítványaként, a díszítőszobrász szakon. Különösen Simay volt rá nagy hatással. 1912-ben átment a Művészeti Akadémiára(a mai Magyar Képzőművészeti Egyetem), hogy festészetet tanuljon Ferenczy Károly mestertől, melyet 1915-ben a bevonulása miatt elhagyott. 1914-ben önként jelentkezett a frontra. Kaposvárra vonult be, majd 1915. május 1-jén az orosz fronton harcolt. 1916 augusztusában hadifogságba került, Kijev, Omszk, Habarovszk után németekkel közös táborba. Csak 1921-ben térhetett haza. Hazatérése után az Iparművészeti Iskolában kapott egy óradíjas tanári állást. A megélhetést keresve Alagon telepedett le, ahol a versenylovakat festette és mintázta. Tudását autodidakta módon és a mozgó lovak természet utáni megfigyelésével gyarapította. 1927-ben ment Konrád először Párizsba, Ralph Beaver Strassburger, híres amerikai versenyló-tenyésztő meghívására, hogy megfesse lovait. A megbízás Angliára, Írországra és az Amerikai Egyesült Államokra is szólt. 1932-ben ismét az USA-ba utazott Mr. Kilmer meghívására. 1933-ban festette báró E. Rothschild lovának portréját. 1935-ben Magyarországra ment megfesteni Horthy Jenő lovát, mely 1935-ben megnyerte a Magyar Derbit.
1936-ban véglegesen visszaköltözött Magyarországra és letelepedett Alagon. Ott festett képeket Festetics hercegnek, melyek a Helikon Kastélyban, Keszthelyen vannak kiállítva. 1941-ben Horthy kormányzó megbízásából festette meg a A reggeli munka Alagon című képét, melyet a Műcsarnok kiállításán is sikerrel mutattak be. Ugyanilyen képet festett hálából a Magyar Lovasegyletnek és 1953-ban R.B. Strassburgernek mely kép a párizsi Sálon de la Socété des Artistes Français kiállításán a festészeti osztály Mention Honorable díját kapta. 1939 és 1942 között három műtét után a nagyothallása teljes süketséggé fajult. 1944 novemberben menekült feleségével és lányával Ausztriába felesége rokonaihoz, ahol angol tisztekről portrékat készített. Fia az 1945-ös budapesti ostromnál eltűnt. 1948-tól haláláig Párizsban élt. Strassburger kizárólagos szerződéssel foglalkoztatta. A világ legkiválóbb lovai közül Man O’War (USA), Fair Play (USA), Broomstick (USA), Norseman (francia), Worden (francia), Blandford (angol), Sun Beau (USA), Master Boing (francia), Larkspur és Tom Rolfe(USA), Sailors Guide (ausztráliai), Bald Eagle (USA) stb. portrékat kiváló anatómiai tudással és nagy technikai biztonsággal festette meg. 1951-ben Deauville-ben kapta a Grand Prix de Peinture Mention Honorable díját. Több kiállításon vett részt a párizsi Grand Palisban. Az American Museum of Racing-ben (Saratoga Springs, NY) látható Fair Play és Sun Beau portréja. 1959-ben meghalt mecénása, R.B. Strassburger. Villáját örököse, Peter A. Strassburger, Deauville városának ajándékozta Konrád Ignác képeivel együtt. Az épület ma múzeum.
John D. Schapiro, a Laurel Race Course elnöke, 1962-ben meghívta Konrádot az Egyesült Államokba, hogy az ottani híres lovakat fesse le gazdag gyűjteménye számára. De az erősen meggyengült egészsége miatt a művész nem tudott eleget tenni a kérésnek. Néhány portrén túl, csak a Zrínyi illusztrációs sorozattal foglalkozott, melyet a 400 éves szigetvári évfordulóra ajánlott fel. A Művelődésügyi Minisztérium nyomdai reprodukálásra alkalmatlannak találta a vázlatokat, így azok nem kerültek kivitelezésre. Lánya, Hilda Konrad, rendezett 1991-ben Szigetváron egy kiállítást a Zrínyi illusztrációkkal, családi portrékkal, képekkel, rajzokkal, stb. Ugyanezeket a műveket kiállította 1992-ben Bad Deutsch Altenburgba (Bécs mellett), 1994-ben Budapesten a Hadtörténeti Múzeumban és Keszthelyen a Helikon Kastélyban. 1996-ban rendezett egy kiállítást a Villa Strassburgerben, Deauville-ban. 2001-ben Kétújfaluban, szülőfaluja iskolája felvette nevét, és 2004-ben berendezett egy emlékszobát.
Hilda Konrad készített két filmet. A 2001-es „A lovak festője” a művész életpályáját mutatja be, a másik (2004), „A Szigeti veszedelem” című pedig Zrínyi Miklós hősi harcát illusztrálja Szigetváron 1566-ban a törökök ellen. A Duna Televízió mind a két filmet többször sugározta.